# Lista odcinków serialu Star Trek: Seria animowana
Serial Star Trek: Seria animowana (ang. Star Trek: The Animated Series) był emitowany premierowo od 8 września 1973 do 12 października 1974 na antenie sieci telewizyjnej NBC. Wyprodukowano 22 odcinki, podzielone na dwa sezony.

## Sezon 1
Źródło polskich tytułów odcinków:
| 1 | 1  | Beyond the Farthest Star      | Martwa gwiazda    | Hal Sutherland | Samuel A. Peeples          | 8 września 1973      |
| Enterprise napotyka imponujący, porzucony statek kosmiczny, zbudowany przez nieznaną bliżej cywilizację. Okazuje się, że kontrolę nad nim przejęła bardzo niebezpieczna istota. |    |                               |                   |                |                            |                      |
| 2 | 2  | Yesteryear                    | Dawne lata        | Hal Sutherland | D.C. Fontana               | 15 września 1973     |
| Komandor Spock jest zmuszony przenieść się w czasie do własnego dzieciństwa na Wolkanie i przeżyć jeszcze raz szczególnie ważne dla niego wydarzenie. |    |                               |                   |                |                            |                      |
| 3 | 3  | One of Our Planets Is Missing | Pożeracz planet   | Hal Sutherland | Marc Daniels               | 22 września 1973     |
| Załoga Enterprise stara się powstrzymać ogromny kosmiczny obłok, który niszczy całe planety. |    |                               |                   |                |                            |                      |
| 4 | 4  | The Lorelei Signal            | Sygnał Lorelei    | Hal Sutherland | Margaret Armen             | 29 września 1973     |
| Enterprise dostaje się pod wpływ niezwykłych istot, które niczym syreny z ziemskich legend są w stanie przyciągać do siebie mężczyzn nawet z kosmosu. Na odsiecz kolegom rusza damska część załogi, dowodzona przez Uhurę. |    |                               |                   |                |                            |                      |
| 5 | 5  | More Tribbles, More Troubles  | Futrzane kłopoty  | Hal Sutherland | David Gerrold              | 6 października 1973  |
| Sequel odcinka Kłopoty z Tribblami z Serii oryginalnej. Załoga Enterprise po raz kolejny spotyka się z Cyrano Jonesem, balansującym na granicy prawa kosmicznym handlarzem, rozprowadzanymi przez niego żarłocznymi Tribblami oraz z klingońskim komandorem Kolothem. |    |                               |                   |                |                            |                      |
| 6 | 6  | The Survivor                  | Ocalały           | Hal Sutherland | James Schmerer             | 13 października 1973 |
| Patrolując, jak zawsze niebezpieczne, pogranicze między Zjednoczoną Federacją Planet a Romulańskim Imperium Gwiezdnym, Enterprise napotyka istotę, która wydaje się być powszechnie znanym i szanowanym przez mieszkańców Federacji filantropem, od jakiegoś czasu uważanym za zaginionego. |    |                               |                   |                |                            |                      |
| 7 | 7  | The Infinite Vulcan           | Nieskończony      | Hal Sutherland | Walter Koenig              | 20 października 1973 |
| Oficerowie z Enterprise trafiają na planetę zamieszkałą przez podupadłą cywilizację inteligentnych roślin, której z pomocą przyszedł ziemski naukowiec, od 200 lat przedłużający swoje życie poprzez tworzenie swoich kolejnych klonów. |    |                               |                   |                |                            |                      |
| 8 | 8  | The Magicks of Megas-Tu       | Magicy z Megas-Tu | Hal Sutherland | Larry Brody                | 27 października 1973 |
| Enterprise dociera do znakomicie ukrytej planety, na której magia jest częścią naturalnego porządku i odgrywa równie ważną rolę jak prawa fizyki na Ziemi. |    |                               |                   |                |                            |                      |
| 9 | 9  | Once Upon a Planet            | Dawno, dawno temu | Hal Sutherland | Chuck Menville, Len Janson | 3 listopada 1973     |
| Sequel odcinka Przepustka z Serii oryginalnej. Enterprise powraca na poznaną kilka lat wcześniej planetę, stworzoną specjalnie jako miejsce wypoczynku i spełniania marzeń kosmicznych wędrowców. Ale od czasu ostatniej wizyty dużo się na niej zmieniło. |    |                               |                   |                |                            |                      |
| 10 | 10 | Mudd’s Passion                | Kryształy miłości | Hal Sutherland | Stephen Kandel             | 3 listopada 1973     |
| Sequel odcinków Dziewczyny Mudda i Stary, dobry Mudd z Serii oryginalnej. Załoga po raz kolejny spotyka drobnego kosmicznego cwaniaczka i oszusta Harry’ego Mudda, który tym razem próbuje dorobić się na kryształach, będących rzekomo idealnym afrodyzjakiem. |    |                               |                   |                |                            |                      |
| 11 | 11 | The Terratin Incident         | Terratin          | Hal Sutherland | Paul Schneider             | 17 listopada 1973    |
| Pod wpływem oddziaływań z nieznanej wcześniej planety, cała materia organiczna na Enterprise, w tym ciała członków załogi, zaczyna się kurczyć w bardzo szybkim tempie. Jednocześnie sam statek i jego wyposażenie pozostają bez zmian, przez co są relatywnie coraz większe dla obsługujących je osób. |    |                               |                   |                |                            |                      |
| 12 | 12 | The Time Trap                 | W pułapce czasu   | Hal Sutherland | Joyce Perry                | 24 listopada 1973    |
| W czasie potyczki z Klingonami Enterprise zostaje uwięzione w zakątku galaktyki cieszącym się złą sławą niczym ziemski Trójkąt Bermudzki. |    |                               |                   |                |                            |                      |
| 13 | 13 | The Ambergris Element         | Cząstki Ameby     | Hal Sutherland | Margaret Armen             | 1 grudnia 1973       |
| Wykonując misję badawczą na planecie, której większość powierzchni zalana jest wodą, Kirk i Spock przechodzą mutację, która zmienia ich w istoty mogące oddychać tylko w wodzie, za to wybornie pływające. |    |                               |                   |                |                            |                      |
| 14 | 14 | The Slaver Weapon             | Broń doskonała?   | Hal Sutherland | Larry Niven                | 15 grudnia 1973      |
| Spock, Sulu i Uhura muszą zmierzyć się z Kzinti, agresywną rasą kotowatych kosmitów. Odcinek ten stanowi, dokonaną przez samego autora, adaptację jednego z opowiadań Larry’ego Nivena, napisanych w ramach jego cyklu Poznany kosmos (Known Space). Tym samym doszło tutaj do celowego połączenia dwóch różnych uniwersów science fiction. Jest to także jedyna odsłona Star Trek od początku istnienia tej serii aż do 1987 roku (gdy zadebiutował serial Star Trek: Następne pokolenie), w której nie występuje James T. Kirk. |    |                               |                   |                |                            |                      |
| 14 | 14 | The Eye of the Beholder       | Ogród zoologiczny | Hal Sutherland | David P. Harmon            | 5 stycznia 1974      |
| Grupa oficerów Gwiezdnej Floty, w tym Kirk, Spock i McCoy, staje się eksponatami w ogrodzie zoologicznym na planecie zamieszkałej przez istoty, które mimo niepozornego wyglądu przypominającego skrzyżowanie wieloryba ze słoniem, są niezwykle inteligentne i zaawansowane technologicznie. |    |                               |                   |                |                            |                      |
| 16 | 16 | The Jihad                     | Święta wojna      | Hal Sutherland | Stephen Kandel             | 12 stycznia 1974     |
| Kirk i Spock znajdują się w składzie specjalnej ekspedycji, złożonej z wyróżniających się przedstawicieli różnych ras. Od jej powodzenia zależy to, czy uda się powstrzymać wybuch wojny niebezpiecznej dla całej galaktyki. |    |                               |                   |                |                            |                      |

## Sezon 2
| 17 | 1 | The Pirates of Orion               | Piraci z planety Orion  | Bill Reed | Howard Weinstein          | 7 września 1974      |
| Spock zapada na wyjątkowo ciężką chorobę, zaś jedyne, co może go uratować, to trudno dostępny lek. Na domiar złego statek transportujący medykament wpada w ręce piratów.                                                                                                |   |                                    |                         |           |                           |                      |
| 18 | 2 | Bem                                | Bem                     | Bill Reed | David Gerrold             | 14 września 1974     |
| Ze względu na zobowiązania dyplomatyczne Federacji, Enterprise musi przyjąć na pokład, w charakterze obserwatora lub nawet uczestnika misji, dość egzotycznego i ekscentrycznego kosmitę.                                                                                |   |                                    |                         |           |                           |                      |
| 19 | 3 | The Practical Joker                | Żartowniś               | Bill Reed | Chuck Menville            | 21 września 1974     |
| Na pokładzie Enterprise nasilają się incydenty, które początkowo wydają się sztubackimi żartami, ale z czasem stają się coraz bardziej niebezpieczne. Członkowie załogi z coraz większą podejrzliwością szukają winnego we własnym gronie.                               |   |                                    |                         |           |                           |                      |
| 20 | 4 | Albatross                          | Oskarżenie              | Bill Reed | Dario Finelli             | 28 września 1974     |
| Dr McCoy zostaje nieoczekiwanie aresztowany na planecie znanej z surowego i nie zawsze uczciwego wymiaru sprawiedliwości. Jest oskarżony o błędy w akcji medycznej sprzed wielu lat, w wyniku których doszło do masowych zgonów. Kapitan Kirk podejmuje własne śledztwo. |   |                                    |                         |           |                           |                      |
| 21 | 5 | How Sharper Than a Serpent’s Tooth | Niewdzięczność dziecka  | Bill Reed | Russell Bates, David Wise | 5 października 1974  |
| Enterprise spotyka istotę, która na Ziemi znana była jako bóg Kukulkan z mitologii Majów. |   |                                    |                         |           |                           |                      |
| 22 | 6 | The Counter-Clock Incident         | Wbrew wskazówkom zegara | Bill Reed | John Culver               | 12 października 1974 |
| Enterprise przenosi się do innego wymiaru, gdzie upływ czasu działa w przeciwną stronę - ludzie rodzą się starcami, a umierają niemowlętami. |   |                                    |                         |           |                           |                      |